# Synagoge (Schmieheim)

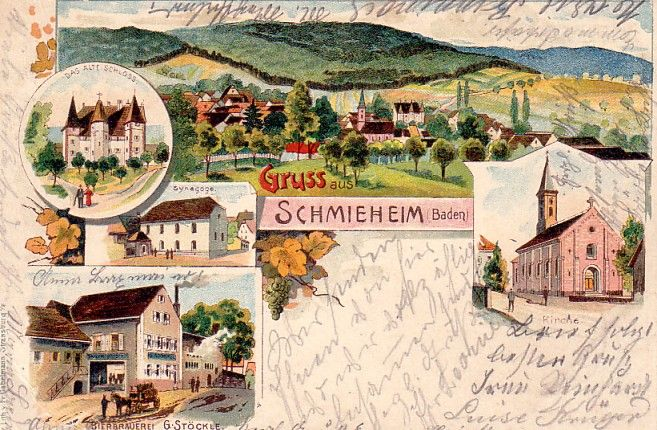
Die Synagoge in Schmieheim auf einer Postkarte (um 1900)

Die Synagoge in Schmieheim, einem Ortsteil der Gemeinde Kippenheim im Ortenaukreis in Baden-Württemberg, wurde 1814 errichtet und 1843 umgebaut. Die profanierte Synagoge steht an der Schlossstraße 41.

## Geschichte
Die Finanzierung der Baukosten wurde zum größten Teil durch die Versteigerung der Synagogenplätze ermöglicht. In der neuen Synagoge, die wesentlich größer als der Vorgängerbau war, gab es 62 Plätze für Männer. Im Jahr 1843 wurde eine gründliche Renovierung der Synagoge durchgeführt. Gleichzeitig wurden auf beiden Seiten Frauenemporen errichtet.
Beim Novemberpogrom 1938 wurde die Inneneinrichtung der Synagoge am 10. November völlig zerstört. Die Inbrandsetzung der Synagoge wurde durch den Bürgermeister Huck verhindert.
Am 1950 wurde das Synagogengebäude von der Israelitischen Landesgemeinde Südbaden an einen örtlichen Industriebetrieb verkauft, von dem das Gebäude zu einer Fabrik umgebaut wurde. An der Südseite wurde ein Bürogebäude angebaut. In den 1990er Jahren wurde das Synagogengebäude zu einem Wohnhaus umgebaut.
2001 wurden Teile einer Genisa im ehemaligen Synagogengebäude gefunden.